# 재조합효소
재조합효소(recombinase)는 유전자 재조합 효소이다.

## 장소 특이적 재조합효소
DNA 재조합 효소는 유전체 구조를 조작하고 유전자 발현을 제어하기 위해 다세포 유기체에서 사용된다. 세균과 곰팡이에서 유래된 효소로, 각 재조합에 특이적인 짧은(30-40개의 뉴클레오타이드)표적 부위 서열 사이에서 방향에 민감한 DNA 교환 반응을 촉매한다. 이러한 반응은 절제, 삽입, 역전, 전좌의 기본 기능 모듈을 제공한다. 이들은 개별적으로 사용되거나 광범위한 구성으로 결합되어 유전자 발현을 제어한다.
재조합효소의 유형은 다음과 같다.
- Cre 재조합 효소
- Hin 재조합 효소
- Tre 재조합 효소
- FLP 재조합 효소

## 상동 재조합
재조합효소는 광범위한 유기체에서 상동 재조합에 중심적인 역할을 한다. 이러한 재조합효소는 고균, 세균, 진핵생물 및 바이러스에 존재한다.

### 고균
Sulfolobus solfataricus의 RadA 재조합효소는 DNA 수리 및 가닥 교환, 재조합 수선의 중심 단계를 담당한다. RadA 재조합효소는 세균 RecA 재조합효소보다 진핵 생물 Rad51 재조합효소와 유사성이 더 크다.

### 세균
RecA 재조합효소는 세균에 보편적으로 존재한다. RecA에는 DNA 수선과 관련된 여러 기능이 있다. RecA는 DNA 손상에 의해 정지된 복제 지점의 수리와 자연 유전자 변형의 박테리아 성 과정에서 중심적인 역할을 한다.

### 진핵 생물
진핵 생물 Rad51 및 관련 가족은 고균 RadA 및 세균 RecA 재조합체와 상동성이다. Rad51은 효모에서 인간으로 보존되어있다. 그것은 DNA 손상, 특히 이중 가닥 파손과 같은 이중 가닥 손상의 수리에 중요한 기능을 한다. 인간에서 Rad51의 저발현 또는 과발현은 광범위한 암에서 발생한다.
감수 분열동안 Rad51은 다른 재조합효소인 Dmc1과 상호 작용하여 상동 재조합의 중간체 인 시냅스 전 필라멘트를 형성한다. Dmc1의 기능은 감수 분열 재조합으로 제한된다. Rad51과 마찬가지로 Dmc1은 박테리아 RecA와 상동성이다.

### 바이러스
일부 DNA 바이러스는 상동 재조합을 촉진하는 재조합효소를 암호화한다. 이에 대한 좋은 예는 박테리오파지 T4에 의해 암호화 된 UvsX 재조합효소이다. UvsX는 세균 RecA와 상 동성이다. RecA와 같은 UvsX는 선형 단일 가닥 DNA를 상동성 DNA 이중체로 동화시켜 D루프를 생성할 수 있다.